# Neuvic, Dordogne

Neuvic este o comună în departamentul Dordogne din sud-vestul Franței. În 2009 avea o populație de 3.630 de locuitori.

## Evoluția populației
| An        | 1975  | 1982  | 1990  | 1999  | 2006  | 2009  |
| --------- | ----- | ----- | ----- | ----- | ----- | ----- |
| Populație | 2.880 | 2.782 | 2.737 | 3.315 | 3.508 | 3.630 |